# 圣女贞德塔
圣女贞德塔（Tour Jeanne-d'Arc）是法国诺曼底滨海塞纳省鲁昂的一座历史建筑。它是鲁昂城堡的主塔楼，建于1204年。城堡已在1591年法国宗教战争期间被拆除，圣女贞德塔成为城堡仅存的遗迹。
圣女贞德塔于1840年列为法国历史古迹。

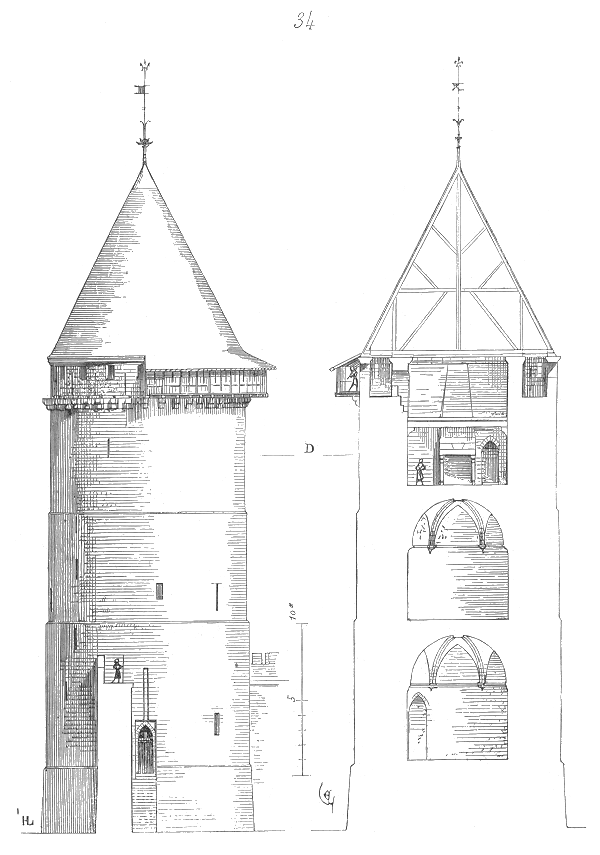
剖面图

第二次世界大战期间，德军曾将其改造成碉堡。今天，该塔为向公众开放的博物馆。